# Goremageddon: The Saw and the Carnage Done
Goremageddon: The Saw and the Carnage Done es el tercer álbum de la banda de metal Aborted, el cual fue lanzado en el año 2003.

## Lista de canciones
1. "Meticulous Invagination" (3:02)
2. "Parasitic Flesh Resection" (2:10)
3. "The Saw and the Carnage Done" (4:51)
4. "Ornaments of Derision" (4:54)
5. "Sanguine Verses (...of Extirpation)" (2:58)
6. "Charted Carnal Effigy" (3:31)
7. "Clinical Colostomy" (3:29)
8. "Medical Deviance" (3:11)
9. "Sea of Cartilage" (3:02)
10. "Nemesis" (2:59)
11. "Carnal Forge" (bonus)(Carcass cover) (4:02)
12. "Gestated Rabidity" (bonus)
13. "Voracious Haemoglobinic Syndrome"(bonus)

## Integrantes
- Bart Vergaert - Guitarra
- Frederic "Fre'" Vanmassenhove - Bajo
- Thijs "Tace" de Cloedt - Guitarra
- Sven de Caluwé - Voz
- Dirk Verbeuren - Batería

- Datos: Q1933169